# Anthurium perijanum
Anthurium perijanum är en kallaväxtart som beskrevs av George Sydney Bunting. Anthurium perijanum ingår i släktet Anthurium och familjen kallaväxter. Inga underarter finns listade.